# ФК Борово
ХНК Борово је фудбалски клуб из Борова насеља, градске четврти у Вуковару, Хрватска. Тренутно се такмичи у 3. ЖНЛ Вуковарско-сремској лиги. Клуб је основан 1933. године.

## Историја
Данашњи ХНК Борово основан је 1933. године као Бата СК и био је рекламна екипа фабрике Бата Борово. У почетку „Бата“ није имао свој клуб, него га је представљао Вуковарски Аматерски Спортски Клуб (ВАСК). Изградњом и званичним отварањем фудбалског игралишта у Борову, ВАСК је престао деловати, па је у октобру 1933. године основан СК Бата. Бата СК се пре Другог светског рата такмичио у првенству Осјечког фудбалског подсавеза (1933—1939), затим у Српској фудбалској лиги (1939—1941), а током Другог светског рата у првенству НДХ (1941—1944).
После Другог светског рата Бата СК мења име у СФД Славен, а од 1954. године у НК Борово. Под именом клуб делује све до 1991. године, када се делатност клуба прекида због рата у Хрватској, а од 2005. године клуб се обнавља и под именом ХНК Борово укључује у Другу жупанијску фудбалску лигу Вуковарско-сремске жупаније.
Најуспешнији период у историји клуба био је између средине 1950-их и средине 1970-их. Тада се клуб у неколико наврата борио за улазак у Прву савезну лигу, играо је више година у Другој савезној лиги и три пута стизао до четвртфинала Купа Југославије.
У Прву жупанијску фудбалску лигу Вуковарско-сремске жупаније ХНК Борово улази након успешне сезоне 2007/08. и освајања 1. места.
Након 17. кола у сезони 2009/10. ХНК Борово одустаје од даљег такмичења у 1. ЖНЛ. Као последица тога, од сезоне 2010/11. клуб се такмичи у 3. ЖНЛ.

## Име кроз историју
- СК Бата Борово (1933—1941)
- ХШК Бата Борово (1941—1945)
- ФД Бата (1945—1946)
- СФД Славен (1946—1954)
- НК Борово (1954—1991)
- ХНК Борово (2005-)

## Познати бивши играчи
- Синиша Михајловић
- Станислав Караси
- Милан Антолковић
- Анте Мише